# 穴兔
穴兔（學名：Oryctolagus cuniculus）是一種原產於西南歐（西班牙和葡萄牙）的兔子。它被廣泛地引進其他地方，常為當地的生物多樣性帶來災難性的後果，但其種群在原產地的衰減（成因是黏液瘤病、兔杯狀病毒、過度捕獵和棲地喪失）也導致極度依賴它的捕獵者，包括伊比利亞猞猁和西班牙帝鵰的數量下降。
葡萄牙相關部門（ICNB）已經把穴兔列為近危物種，而西班牙當局在近年則把它重新列為易危物種。
穴兔因其能挖掘複雜的兔穴網絡—它們不覓食時的棲身之所—而得名。與兔属（Lepus）不同，穴兔的幼崽是晚熟的，出生時沒有毛髮也不能視物，完全依賴母親的照顧。

## 形態

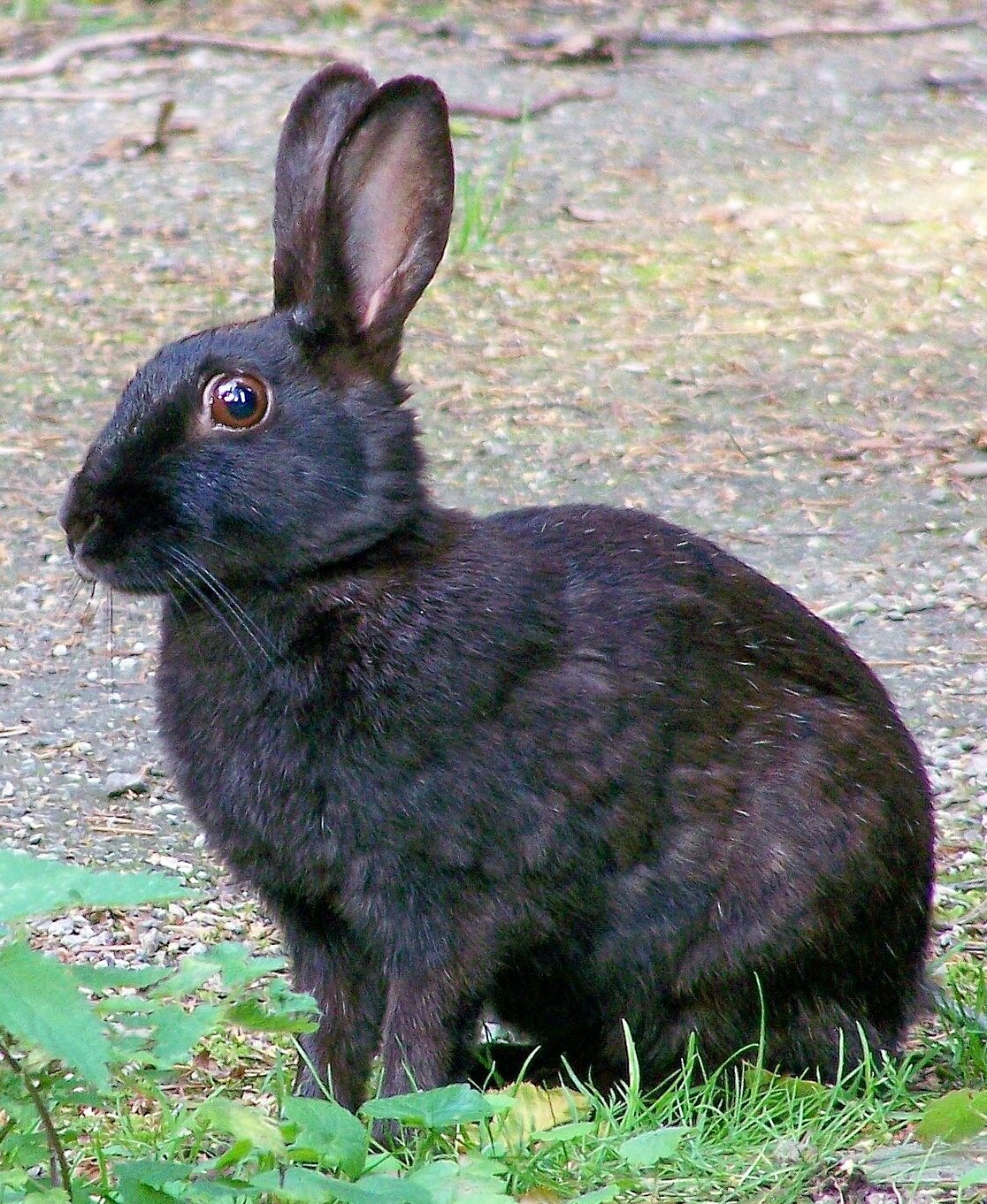
一隻黑色穴兔

穴兔在哺乳動物中體型較小，體表呈棕灰色。體長34-45厘米（13-18英寸），體重約 1.3-2.2千克（3-5磅）。有四顆尖銳的、終生持續生長的門齒（二上二下）和兩顆位於上門齒後面的鑿齒（齧齒目只有上下門齒各兩顆）。穴兔耳長、後腿粗壯、尾短而蓬鬆。
穴兔以長而強壯的後腿跳躍的方式活動。後腿有厚厚的皮毛可以減輕劇烈跳動的震盪，以加快活動速度。趾長，且長有蹼，防止跳躍時腳趾分開。

## 野生穴兔的行為
穴兔是一種群居的動物，大部分時間在黎明和黃昏活動，雖然人們也能在白天見到它們。穴兔既吃草也吃嫩枝條，但草是它們主要的糧食。
穴兔的交配制度比較複雜。群體中的雄性首領實行多妻制，其他低等級的雄兔和雌兔都實行一夫一妻制。優勢等級的現象在雄性和雌性中都出現，但高級的雌性都是雄性首領的後宮。雄性對兔崽非常照顧，雖然人們對這方面所知不多。
在野外兔子可以極具侵略性，雄兔之間的搏鬥常引致重傷以至死亡。雖然它們也會展示敵對姿態，雄性也會在挑戰者身上撒尿以標示領域，但對對手最常見的回應仍然是即時攻擊。它們用有力的後腿，踢向敵人的腹部，也會用牙齒咬或用前爪抓。
兔穴主要由雌兔在懷孕期間開挖的。這時挖的穴短，而且有盡頭，是作為育幼之用，也可能是大部分隧道的疏散地點。
現代大部分關於野生穴兔的研究是在20世纪60年代由兩個研究中心進行的，包括博物學家隆納·羅克里在英國潘布魯克郡Orielton附設觀察設備的數個大型圈養群體，他的研究成果都先後以學術論文發表，最後更寫進了著名的《兔子的私生活》（The Private Life of the Rabbit）中。後來英國作家理查德·亞當斯承認羅克里的作品使他在《瓦特希普高原》（Watership Down）中呈現的、「對兔子和它們行為認識」的增進起了關鍵作用。在澳洲，聯邦科學暨工業研究院的Mykytowycz & Myers對野生穴兔的社會行為進行大量研究。自從黏液瘤病在穴兔中流行，以及穴兔作為農業害獸的重要性下降以後，就很少再有大規模的研究，而人們對穴兔的許多行為仍然不大了解。

## 繁殖
穴兔以其繁殖能力著名。它們在哺乳動物中並非以體格、速度或智慧取勝，但它們以極高的生育效率在生態系統中取得重要位置：雌兔一交配就排卵。在澳洲，1859年時自外地帶進了24隻兔子，在一個世紀的時間內就發展至超過六億隻。
雌兔的懷孕期短至29天，長則35天，但平均日數為31天。一次在雌兔挖的育兒穴中最少生產兩隻，最多十二隻兔崽。雌兔在此後四週每天都回巢餵奶給幼崽。在英語中人們用「breeding like rabbits」來形容極強的生育能力。

## 與人類的關係
人類與穴兔之間的關係，最早見於前1000年腓尼基人的文獻內。他們把伊比利亞半島稱為i-shfaním，意即「蹄兔之地」。這詞組在現代希伯來語的讀音都一樣：i（‎）是「島嶼」的意思，shafan（‎）是「蹄兔」的意思，而shfaním（‎）是shafan的複數形式。在腓尼基人眼中，兩者很相似 （例如它們都不屬於齧齒目），而蹄兔可能比兔子在黎凡特—他們的故鄉—更為常見。有一種理論認為，羅馬人把i-shfaním轉成拉丁語，即Hispania，即現在西班牙語的España、英語的Spain，以及現代語言的各種變形（早期中文對西班牙國名的譯音為「日斯巴尼亞」）。shafan一詞的確切意思尚未明確，但當前各種觀點都認為原來的意確實是蹄兔。
穴兔是唯一一種被人類馴化的兔子。所有家兔，包括侏儒兔和安哥拉兔都源於穴兔。在部份國家兔肉是常見的肉類食物，但也不少國家沒有吃兔肉的文化。除了馴化以外，人和穴兔的互動還有很多方式。穴兔是一種在同一文化群體中同時被視為食物、寵物和害獸的動物。在一些城市，寵物兔的後代走進城市，成為了害獸。例如，在芬蘭首都赫爾辛基，穴兔最北的分佈點，2006年末估計有2,500隻穴兔，而在2007年秋天就已達5,000隻。而當地的原生兔子是歐洲野兔和雪兔。

### 家兔

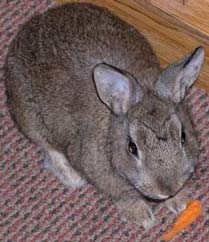
一隻荷蘭侏儒兔

穴兔是唯一一種被馴化的兔子，以作食物和寵物之用。首先馴化它們的是羅馬人，至中世紀時就已經培養出較多品種。
雖然選擇性繁殖在世界各地孕育出各種肉用兔和伴侶兔，多數家兔被培養成比野生穴兔大得多。與其他寵物一樣，兔子也培育出各種顏色。兔毛因其柔軟而備受推崇，至今安哥拉兔仍然因其長軟的毛而被繁殖，其毛被編成紗線。其他品種，特別是長有類似絲絨皮毛的雷克斯兔，也因為皮毛而被飼養。兔毛也被用作製作毛筆。
中型家兔的上門齒每年生長約 125 mm（5 英吋），下門齒則為 200 mm（8 英吋）。牙齒互相磨損，使得它們的邊緣總能保鋒利。

### 成為入侵害獸

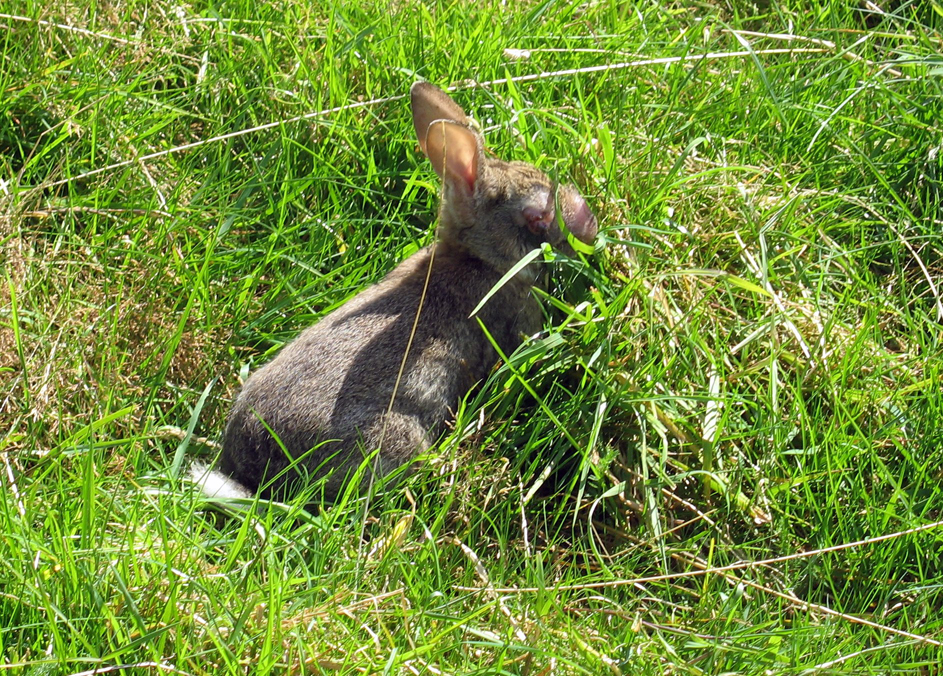
一隻感染了黏液瘤病的穴兔

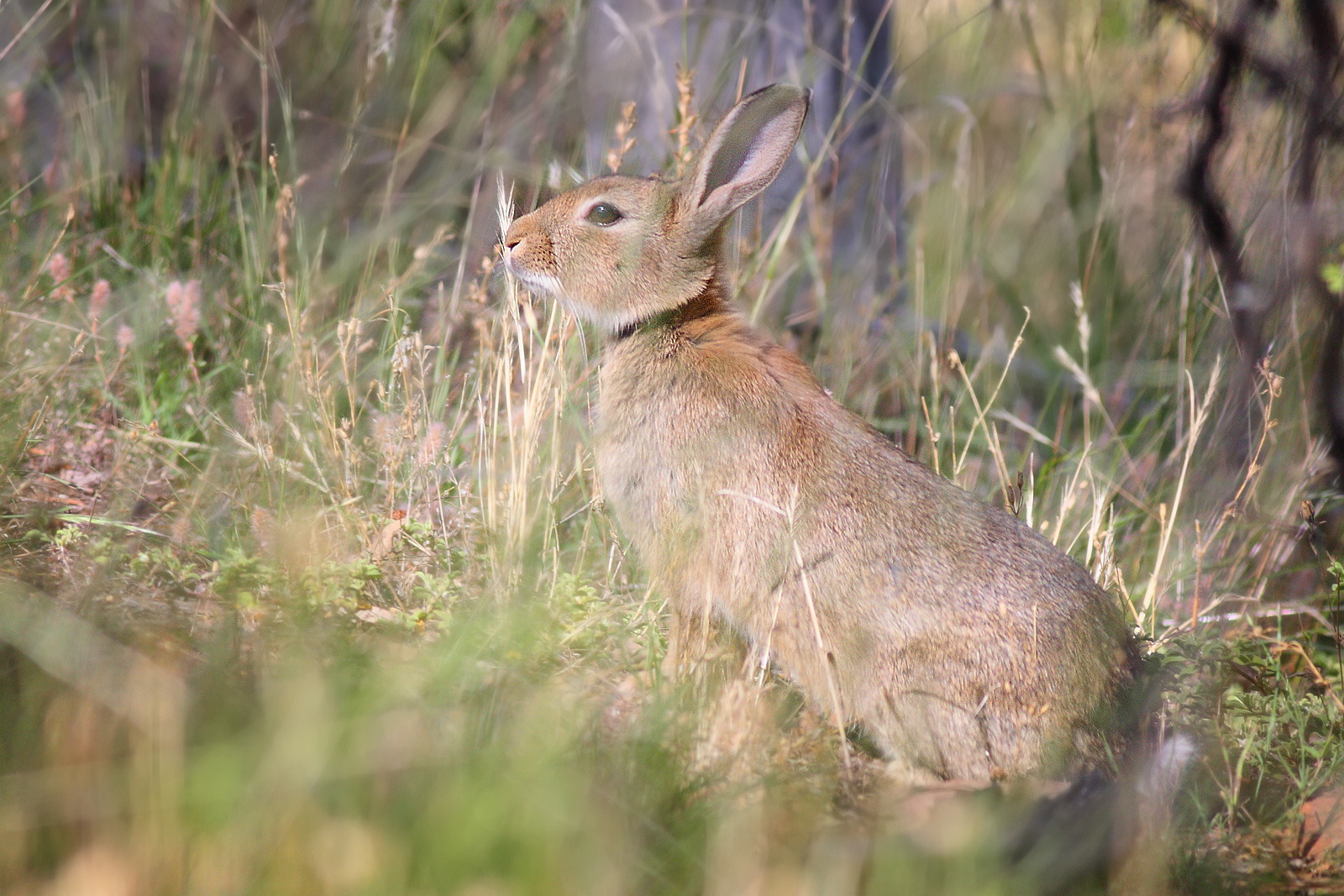
一隻在澳洲維多利亞省農場中的野生穴兔

作為一種外來物種，穴兔被引入多種環境中，並對當地植被和野生生物帶來威脅。1066年諾曼征服把穴兔帶進英倫三島，至2004年11月英國有四千萬隻穴兔。其他地方包括夏威夷群島的雷仙島（1903年）和利西安斯基島、麥夸里島、史密斯島、聖胡安島（約1900年，後擴散到聖胡安群島的其他島嶼）、澳洲和紐西蘭。
1859年，莊園主湯瑪斯·奧斯汀把廿四隻穴兔帶到澳洲的維多利亞省。由於缺乏天敵，農業又為其營造理想的居所，加上當地溫暖的冬天使它們可以全年繁殖，很快就蔓延至整個大陸。原來在生態位置上與兔子相等的兔耳袋狸屬迅速被排擠了，成為濒危物种，但政府保護下目前數目已有增長。澳洲人興建了龐大的防兔籬笆。但兔子既能跳得高，又能在地下挖穴，籬笆就失去了作用。1950年代引進了黏液瘤病毒，在澳洲取得成效，但在紐西蘭由於欠缺傳播病毒必需的傳染媒介，計劃並不成功。這種病毒也能傳染同種家兔。現今在澳洲倖存的穴兔都已經對病毒產生免疫力。導致兔出血病的兔出血症病毒已經被證實為一種對付穴兔的、安全的生物控制媒介。
國際自然保護聯盟物種存續委員會的入侵物種專家小組（ISSG）列為世界百大外來入侵種。

## 外部連結
- View the rabbit genome （页面存档备份，存于） in Ensembl